# Fuentepiñel
Fuentepiñel es un municipio y localidad española de la provincia de Segovia, en la comunidad autónoma de Castilla y León. Cuenta con una población de 68 habitantes (INE 2024).
En su término municipal se encuentran el despoblado de San Mamés, ya vacío en 1789.

## Geografía

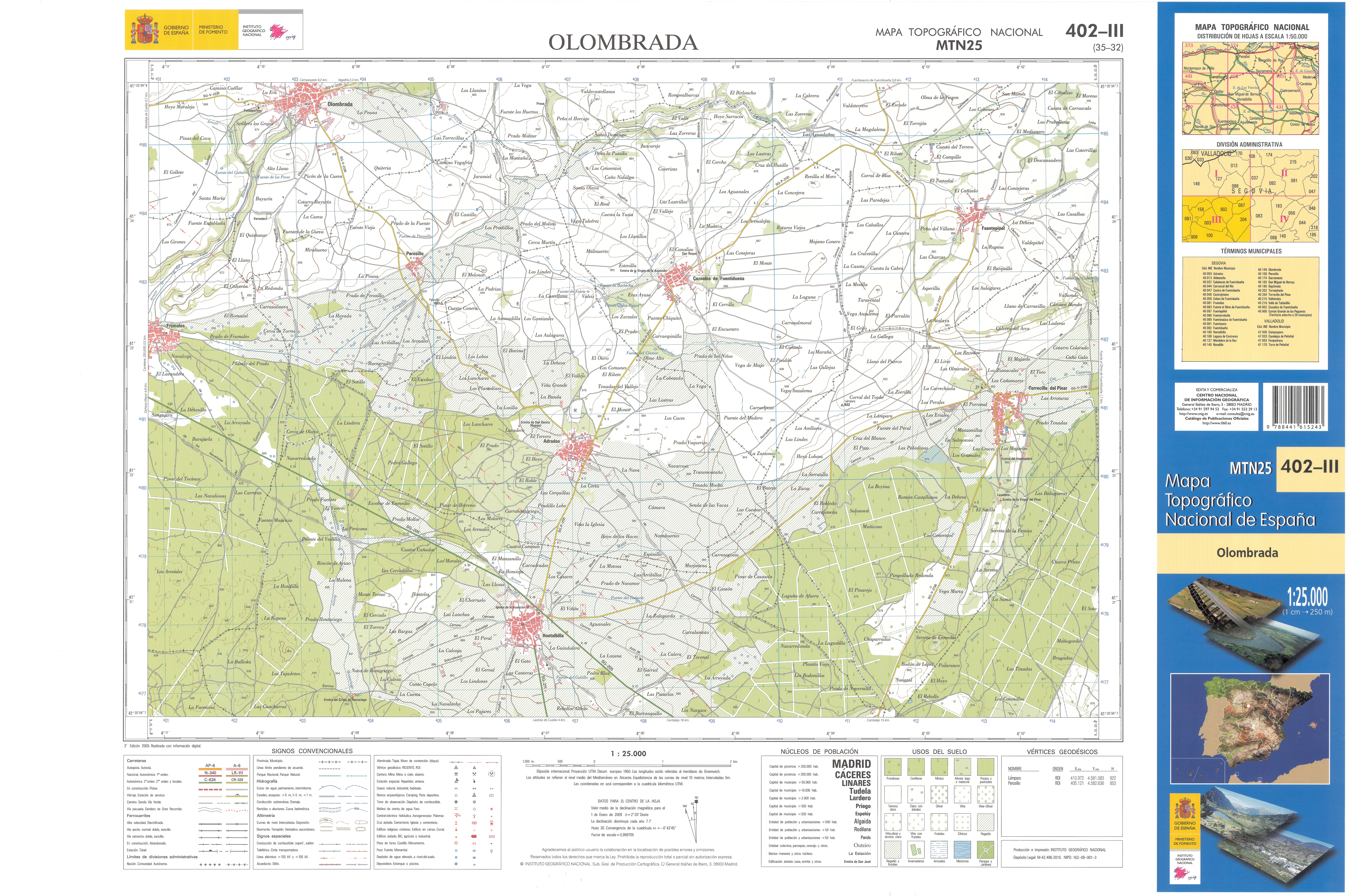
Fragmento de la hoja 402 del Mapa Topográfico Nacional de España de 2009 en el que se representa parte de Fuentepiñel

La localidad de Fuentepiñel se encuentra situada en la zona central de la península ibérica, en el extremo norte de la provincia de Segovia y tiene una superficie de 12,03 km².
| Noroeste: Fuentesaúco de Fuentidueña | Norte: Fuentesaúco de Fuentidueña | Noreste: Calabazas de Fuentidueña      |
| Oeste: Cozuelos de Fuentidueña       |                                   | Este: Fuente el Olmo de Fuentidueña    |
| Suroeste: Cozuelos de Fuentidueña    | Sur: Torrecilla del Pinar         | Sureste: Fuente el Olmo de Fuentidueña |

### Clima
El clima de Fuentepiñel es mediterráneo continentalizado, como consecuencia de la elevada altitud y su alejamiento de la costa, sus principales características son:
- La temperatura media anual es de 11,50 °C con una importante oscilación térmica entre el día y la noche que puede superar los 20 °C. Los inviernos son largos y fríos, con frecuentes nieblas y heladas, mientras que los veranos son cortos y calurosos, con máximas en torno a los 30 °C, pero mínimas frescas, superando ligeramente los 13 °C. El refrán castellano "Nueve meses de invierno y tres de infierno" lo caracteriza a la perfección.

- Las precipitaciones anuales son escasas (514,10mm) pero se distribuyen de manera relativamente equilibrada a lo largo del año excepto en el verano que es la estación más seca (82,20mm). Las montañas que delimitan la meseta retienen los vientos y las lluvias, excepto por el Oeste, donde la ausencia de grandes montañas abre un pasillo al Océano Atlántico por el que penetran la mayoría de las precipitaciones que llegan a Fuentepiñel.

| Precipitaciones por estación (mm) |        |        |          |        |
| Primavera                         | Verano | Otoño  | Invierno | TOTAL  |
| 149,40                            | 82,20  | 141,10 | 141,40   | 514,10 |

En la Clasificación climática de Köppen se corresponde con un clima Csb (oceánico mediterráneo), una transición entre el Csa (mediterráneo) y el Cfb (oceánico) producto de la altitud. A diferencia del mediterráneo presenta un verano más suave, pero al contrario que en el oceánico hay una estación seca en los meses más cálidos.
| Parámetros climáticos promedio de San Miguel de Bernuy en el periodo 1961-2003 | Parámetros climáticos promedio de San Miguel de Bernuy en el periodo 1961-2003 | Parámetros climáticos promedio de San Miguel de Bernuy en el periodo 1961-2003 | Parámetros climáticos promedio de San Miguel de Bernuy en el periodo 1961-2003 | Parámetros climáticos promedio de San Miguel de Bernuy en el periodo 1961-2003 | Parámetros climáticos promedio de San Miguel de Bernuy en el periodo 1961-2003 | Parámetros climáticos promedio de San Miguel de Bernuy en el periodo 1961-2003 | Parámetros climáticos promedio de San Miguel de Bernuy en el periodo 1961-2003 | Parámetros climáticos promedio de San Miguel de Bernuy en el periodo 1961-2003 | Parámetros climáticos promedio de San Miguel de Bernuy en el periodo 1961-2003 | Parámetros climáticos promedio de San Miguel de Bernuy en el periodo 1961-2003 | Parámetros climáticos promedio de San Miguel de Bernuy en el periodo 1961-2003 | Parámetros climáticos promedio de San Miguel de Bernuy en el periodo 1961-2003 | Parámetros climáticos promedio de San Miguel de Bernuy en el periodo 1961-2003 |
| Mes | Ene.                                                                           | Feb.                                                                           | Mar.                                                                           | Abr.                                                                           | May.                                                                           | Jun.                                                                           | Jul.                                                                           | Ago.                                                                           | Sep.                                                                           | Oct.                                                                           | Nov.                                                                           | Dic.                                                                           | Anual                                                                          |
| --- | ------------------------------------------------------------------------------ | ------------------------------------------------------------------------------ | ------------------------------------------------------------------------------ | ------------------------------------------------------------------------------ | ------------------------------------------------------------------------------ | ------------------------------------------------------------------------------ | ------------------------------------------------------------------------------ | ------------------------------------------------------------------------------ | ------------------------------------------------------------------------------ | ------------------------------------------------------------------------------ | ------------------------------------------------------------------------------ | ------------------------------------------------------------------------------ | ------------------------------------------------------------------------------ |
| Temp. media (°C) | 3.40                                                                           | 5.00                                                                           | 8.10                                                                           | 9.20                                                                           | 13.80                                                                          | 17.80                                                                          | 20.90                                                                          | 20.90                                                                          | 16.20                                                                          | 11.60                                                                          | 6.80                                                                           | 4.30                                                                           | 11.50                                                                          |
| Precipitación total (mm) | 50.90                                                                          | 42.00                                                                          | 38.20                                                                          | 51.80                                                                          | 59.40                                                                          | 42.80                                                                          | 22.60                                                                          | 16.80                                                                          | 33.60                                                                          | 50.20                                                                          | 57.30                                                                          | 48.60                                                                          | 514.10                                                                         |
| Fuente: Ministerio de Agricultura, Alimentación y Medio Ambiente. Datos de precipitación para el periodo 1961-2003 y de temperatura para el periodo 1987-2003 en San Miguel de Bernuy 4 de octubre de 2012 |                                                                                |                                                                                |                                                                                |                                                                                |                                                                                |                                                                                |                                                                                |                                                                                |                                                                                |                                                                                |                                                                                |                                                                                |                                                                                |

## Geografía humana

### Demografía
Cuenta con una población de 68 habitantes (INE 2024).
| Gráfica de evolución demográfica de Fuentepiñel entre 1842 y 2021                                                     |
| |
| Población de derecho según los censos de población del INE. Población de hecho según los censos de población del INE. |

## Símbolos
El escudo heráldico y la bandera que representan al municipio fueron aprobados oficialmente el 30 de mayo de 2001. El escudo se blasona de la siguiente manera:

«Escudo partido y entado en punta 1.º de gules, fuente de oro 2.º de plata, pino arrancado de sinople. Entado en azur con haz de tres espigas de oro, al timbre corona real cerrada.»
Boletín Oficial de Castilla y León nº 113 de 12 de junio de 2001

La descripción textual de la bandera es la siguiente:

«Bandera rectangular de proporciones 2:3, formada por dos franjas verticales en proporciones 1/3 y 2/3 siendo blanca con el escudo heráldico al asta y azul al batiente.»
Boletín Oficial de Castilla y León nº 113 de 12 de junio de 2001

## Administración y política

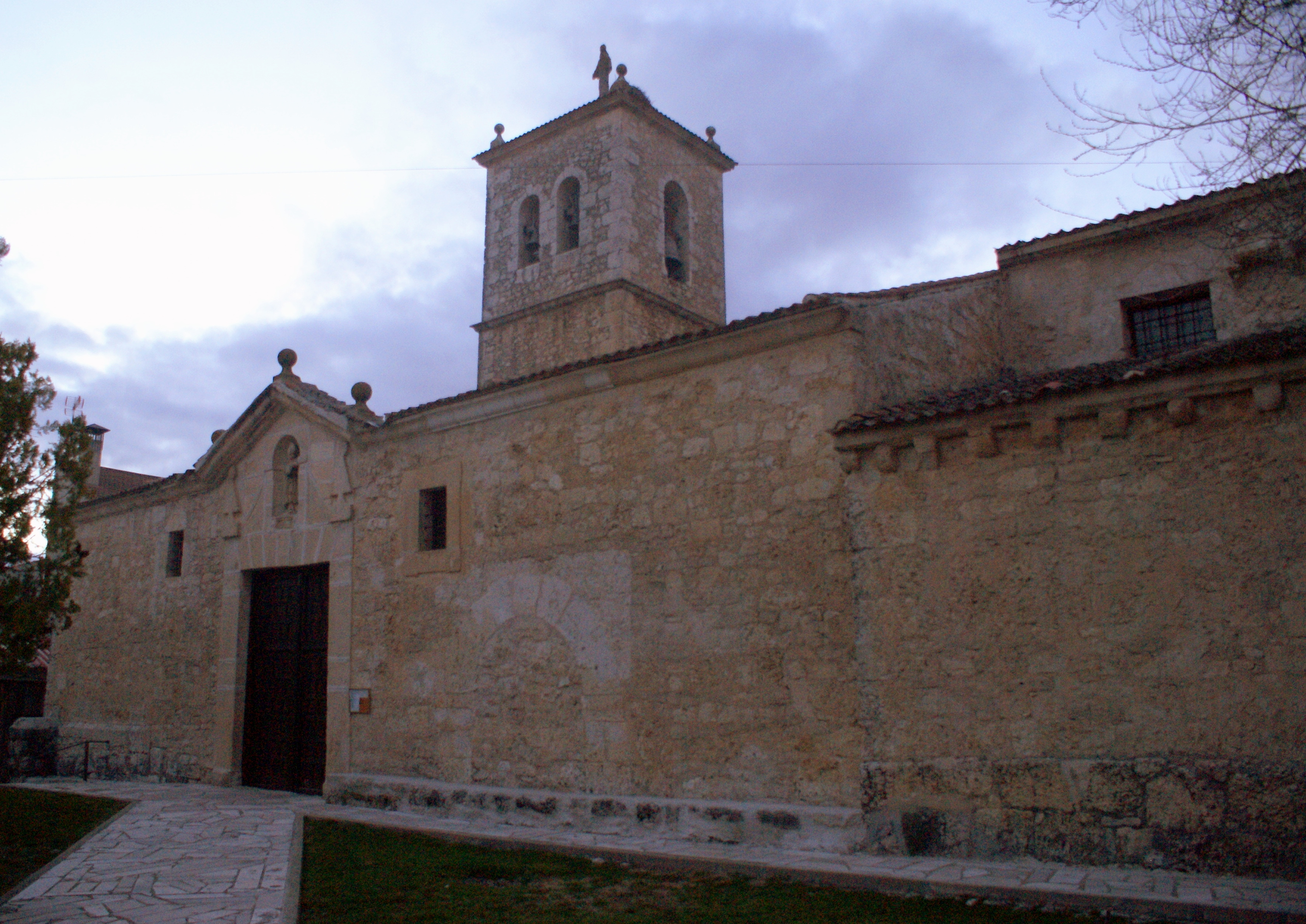
Iglesia de San Nicolás de Bari

Lista de alcaldes
| Periodo   | Nombre                     | Partido   |
| --------- | -------------------------- | --------- |
| 1979-1983 | Cándido Núñez Núñez        | UCD       |
| 1983-1987 | Cándido Núñez Núñez        | AP-PDP-UL |
| 1987-1991 | Cándido Núñez Núñez        | AP        |
| 1991-1995 | Fermín González De Frutos  | PP        |
| 1995-1999 | Jorge Barrio Martín        | PP        |
| 1999-2003 | Jorge Barrio Martín        | PP        |
| 2003-2007 | Jorge Barrio Martín        | PP        |
| 2007-2011 | Jorge Barrio Martín        | PP        |
| 2011-2015 | Jorge Barrio Martín        | PP        |
| 2015-2019 | Jorge Barrio Martín        | PP        |
| 2019-2023 | Jorge Barrio Martín        | PP        |
| 2023-act. | Marcial Barrio de la Torre | PP        |